# Limba valenciană
Limba valenciană (valencià, en valenciano) este o limbă romanică (varietatea limbii valenciană) vorbită în Comunitatea Valenciană din Spania. Valenciana este vorbită și în mica zonă El Carche, în regiunea Murcia (Spania), unde nu este recunoscută oficial.  
Statutul de Autonomie al Comunității Valenciene din 1982 și Constituția spaniolă recunosc valenciana ca limbă oficială (alături de spaniolă) în Comunitatea Valenciană. Totodată,  în conformitate cu Statutul de Autonomie al Comunității Valenciene, este considerată limbă proprie și are propriile reglementări lingvistice; cu toate acestea, din punct de vedere lingvistic, este considerată ca fiind aceeași limbă cu valenciană. În plus, este una dintre principalele varietăți dialectale ale limbii - făcând parte din blocul occidental, ca și valenciana nord-vestică și de tranziție - alături de valenciana centrală, baleară, nordică și algeriană. 

## Evoluția denumirii limbii
Începând cu a doua jumătate a secolului al XV-lea, și ca o consecință a declanșării secolului de aur valencian, denumirea principală de  “valenciană” sau  “limba valenciană” s-a generalizat pentru a se referi la limba vorbită în Regatul Valenciei. 
Identitatea lingvistică și geneza limbii valenciene fac în prezent obiectul unor dezbateri. Poziția cea mai răspândită în studiile lingvistice consideră că valenciana a fost implantată în vechiul regat al Valenciei de către populația comitatelor catalane care s-a stabilit pe acest teritoriu după cucerirea realizată de Iacob I al Aragonului. 

## Cunoaștere și utilizare
În 2010, Generalitat Valenciana a publicat un studiu, Cunoașterea și utilizarea socială a limbii valenciene, care a inclus un sondaj de eșantionare a peste 6.600 de persoane din provinciile Castellón, Valencia și Alicante. Sondajul a colectat răspunsurile participanților și nu a inclus niciun test sau verificare. Rezultatele au fost următoarele:

Valenciana a fost limba  “întotdeauna, în general sau cel mai frecvent utilizată”:
- acasă: 31.6%
- cu prietenii: 28,0%.
- în relațiile de afaceri: 24.7%

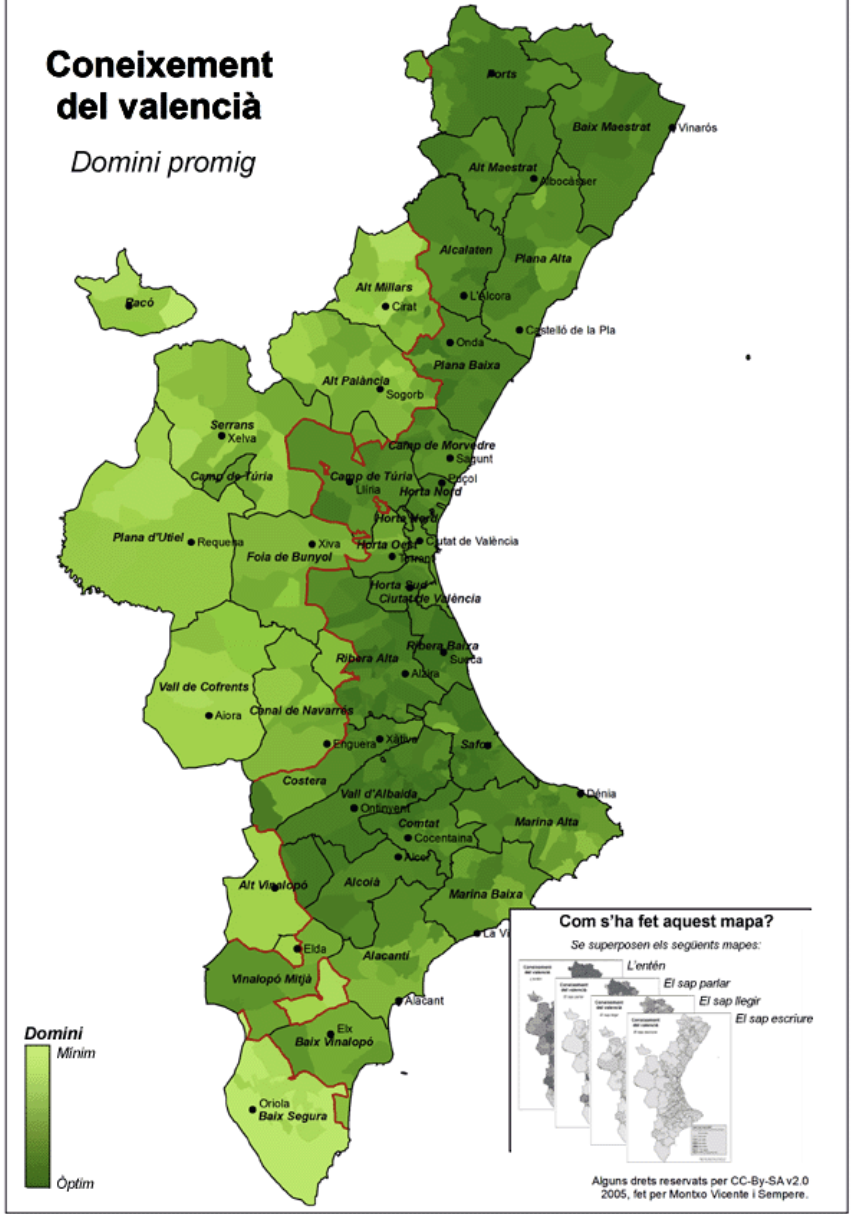
Harta privind cunoașterea limbii valenciene.

Cunoașterea limbii valenciene conform recensământului din 2001. Rețineți că zonele de culoare verde deschis din interiorul țării și din partea sudică nu sunt istoric vorbitoare de valenciană (mare).
Sondajul arată că, deși valenciana este încă limba comună în multe zone din Comunitatea Valenciană, unde puțin mai mult de jumătate din populația valenciană este capabilă să o vorbească, cei mai mulți valencieni nu obișnuiesc să vorbească în valenciană în relațiile lor sociale. Statisticile ascund faptul că, în zonele în care limba este încă folosită intens, cei mai mulți oameni folosesc valenciana de preferință față de castiliană în toate situațiile cotidiene.